# 赵塔里木
赵塔里木（1954年5月—），男，湖南衡山人，生于新疆乌鲁木齐，中华人民共和国音乐学家，中国音乐学院教授，曾任中国音乐学院院长，中国音乐家协会副主席、顾问。研究领域为中国少数民族音乐和跨界民族音乐。

## 生平
赵塔里木1954年5月生于新疆，父母并非音乐从业者，其本人在中学期间参加毛泽东思想宣传队时对音乐产生兴趣，中学毕业后作为知青被派往博尔塔拉蒙古自治州，1971年进入博尔塔拉州文工团，1976年12月加入中国共产党。
1978年考入刚成立的新疆师范大学，1982年从音乐系毕业后留校任教，1987年考入中国音乐学院音乐学方向研究生，师从耿生廉，1990年以《蒙古族额鲁特部民歌特征的鉴别与解释》获得硕士学位后回到新疆师范大学任教，1995年被调到新疆艺术学院，历任院长助理、副院长、副书记，亦于1995年考入扬州大学中国文化研究所，1998年凭论文《在中亚传承的中国西北民歌：东干民歌研究》获文学博士学位，2003年任新疆艺术学院院长，2006年又从新疆调回北京，2009年9月23日任中国音乐学院院长，直至2015年11月由作曲家王黎光接棒院长一职。